# Телеграмма

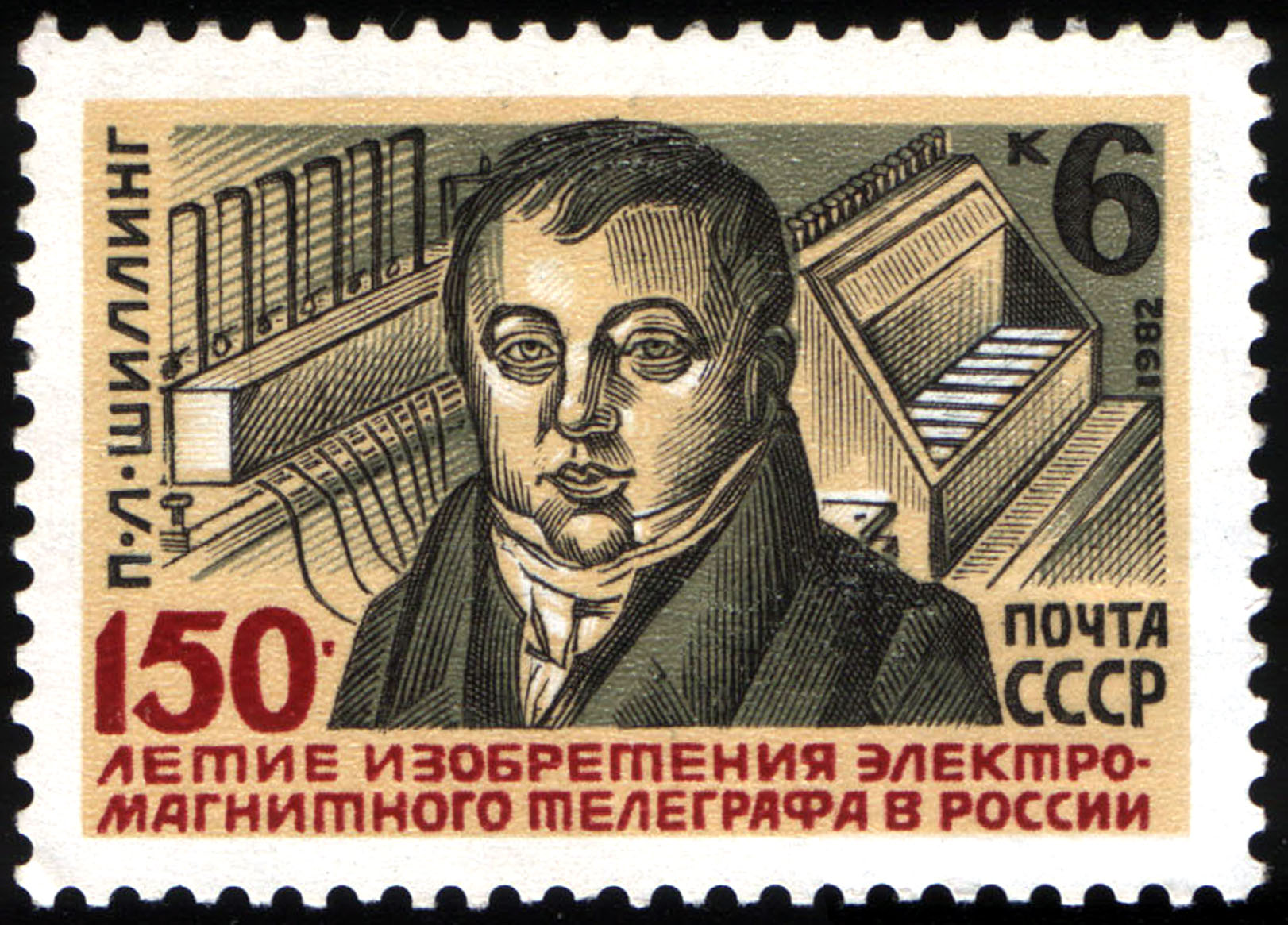
Марка СССР (1982), посвящённая изобретателю электромагнитного телеграфа П. Л. Шиллингу

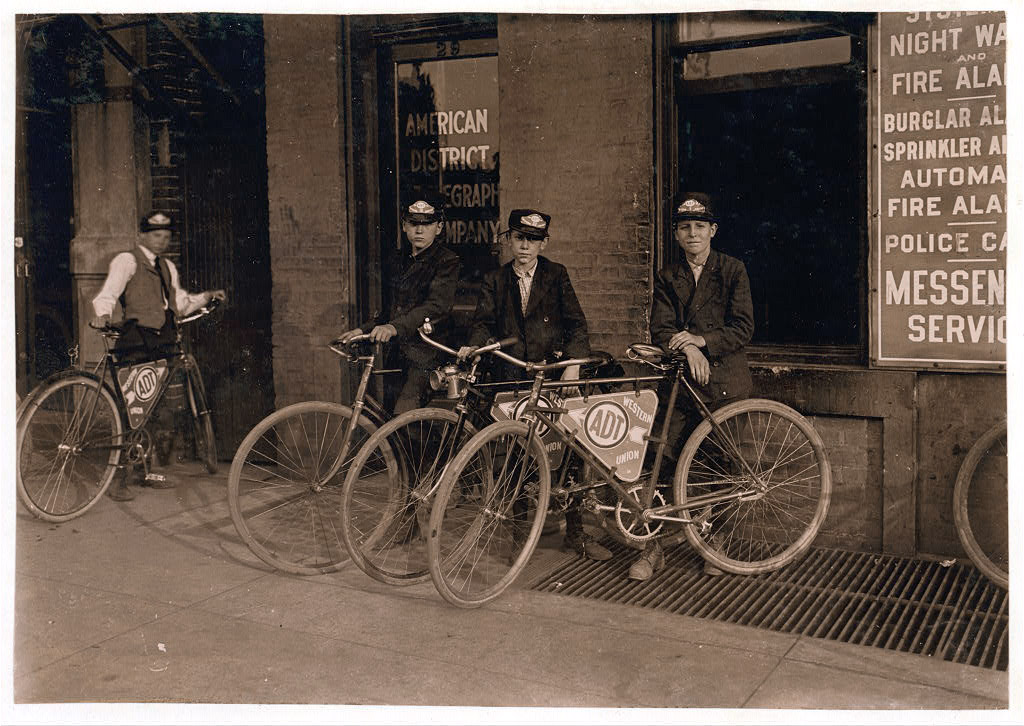
Велопосыльные телеграфной компании ADT в Индиане, США (1908)

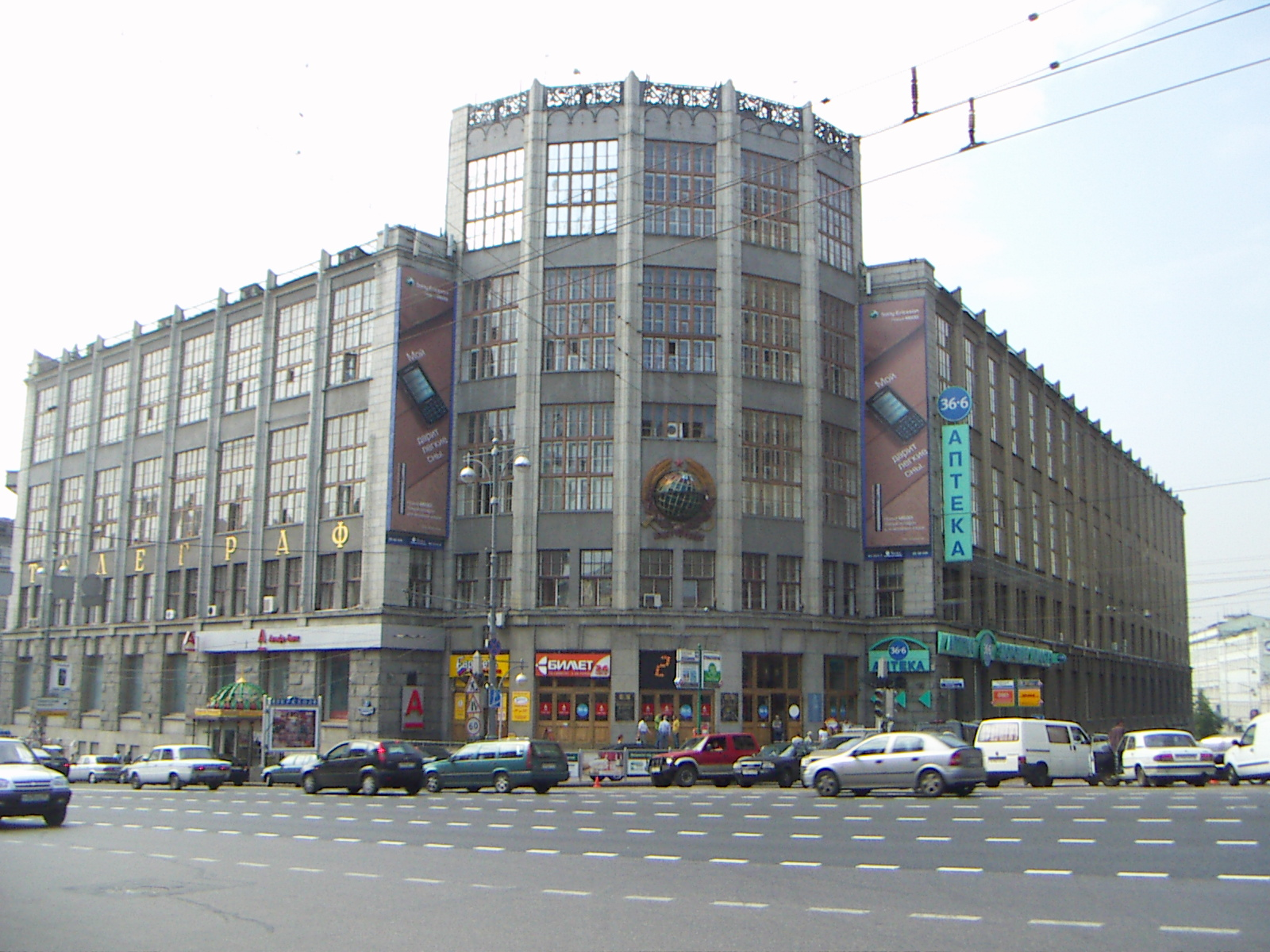
Центральный телеграф в Москве

Телегра́мма (от др.-греч. τῆλε — «далеко» + γράμμα — «запись») — сообщение, посланное по телеграфу, одному из первых видов связи, использующих электрическую передачу информации.

## Описание и история
Телеграммы передаются, как правило, по проводам или по радио с помощью телеграфа. Первые электрические телеграфы появились в Европе в конце XVIII — начале XIX века. Российским учёным Павлом Шиллингом в 1832 году был создан первый электромагнитный телеграф с оригинальным кодом, публичная демонстрация которого состоялась 9 (21) октября того же года. Первую в США телеграмму отправил из Балтимора в Вашингтон 24 мая 1844 года американский изобретатель телеграфа Сэмюэл Морзе.
Ранние телеграфные аппараты печатали принятый текст на узкой бумажной ленте с клейкой оборотной стороной, которая затем разрезалась и наклеивалась на лист бумаги для удобства чтения. На рубеже 1900—1910-х годов компанией Morkrum в США был начат выпуск первых рулонных телетайпов (Morkrum Printing Telegraph Page Printer), в которых текст телеграммы печатался непосредственно на бумажном листе.
За дополнительную плату предоставлялась возможность отправки поздравительных телеграмм, в этом случае лента или лист с принятым текстом наклеивались на художественно оформленный бланк.

### ВСССР

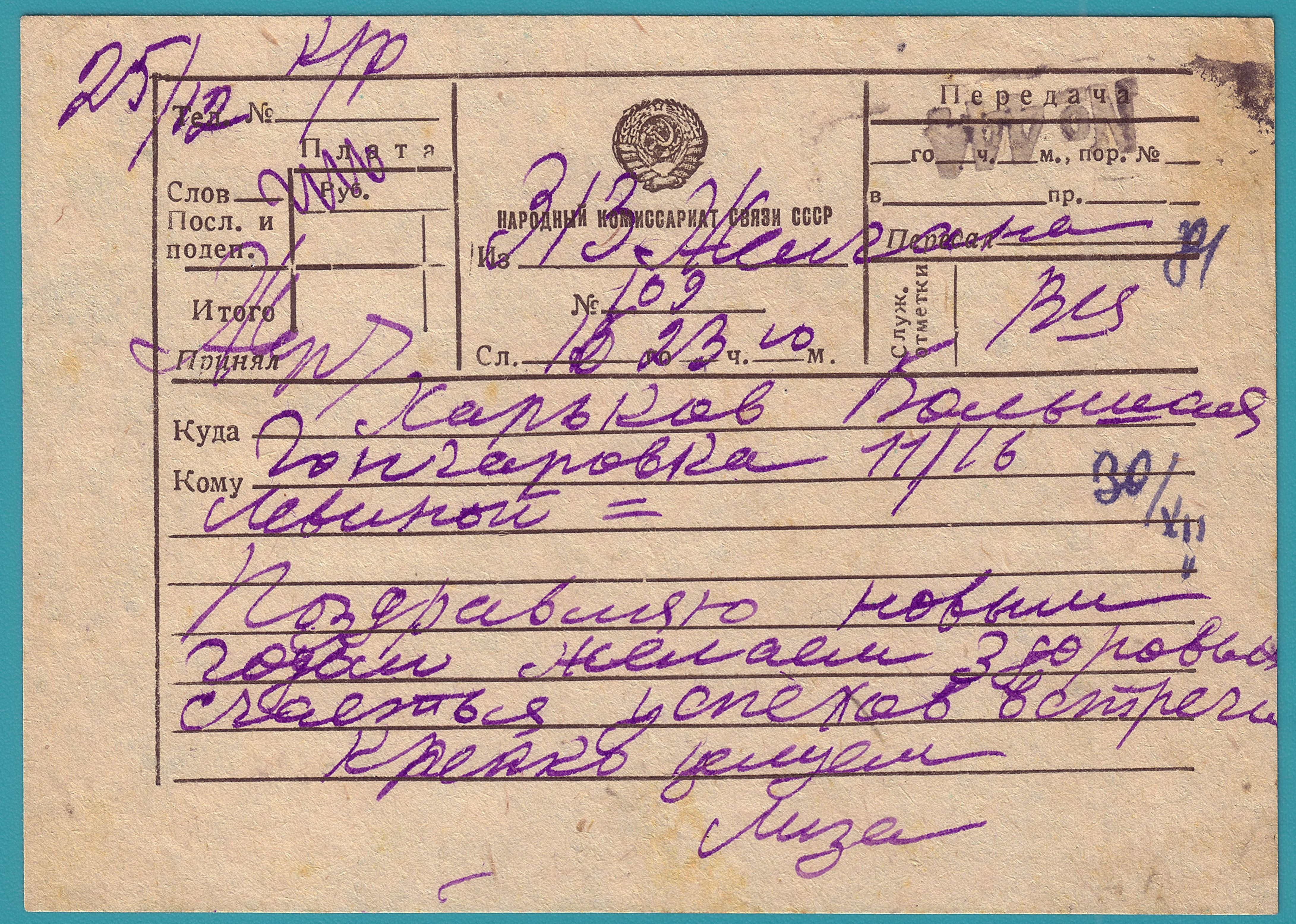
СССР: заполненный бланк (1944)

Телеграфные аппараты имелись во многих отделениях связи. Для отправки телеграммы следовало заполнить специальный бланк; стоимость передачи одного слова для населения составляла в 1980-х годах 5 копеек для обычных телеграмм и 20 — для срочных, поэтому телеграммы в целях экономии писались «в телеграфном стиле» — сжато и с опущенными предлогами. Служащий отделения связи подсчитывал количество написанных на бланке слов и принимал оплату; после вручения отправителю квитанции об оплате бланк передавался телеграфисту (оператору телетайпа).
Телетайпная сеть представляла собой коммутируемую сеть передачи данных наподобие телефонной — на время передачи устанавливалось постоянное двустороннее соединение между приёмной и передающей сторонами, поэтому для сокращения времени связи использовалась предварительная подготовка данных. Телеграфист набирал текст с полученного бланка на клавиатуре телетайпа, получая на выходе перфоратора телетайпа перфоленту с текстом телеграммы в коде Бодо (до конца 1950-х годов использовался код аппарата СТ-35, после — МТК-2). Затем по справочнику определялся телеграфный код отделения связи адресата (который не совпадал с почтовым индексом) и при помощи номеронабирателя на панели телетайпа устанавливалось соединение с этим отделением. Подготовленная на предыдущем шаге перфолента вводилась в перфосчитыватель телетайпа, после чего со сравнительно высокой скоростью воспроизводилась телетайпом отправителя, в то же время передавая данные телетайпу получателя. После передачи всего текста оператор разрывал связь.
В отделении связи получателя распечатанный текст подготавливался к доставке (лента или лист с текстом наклеивались на обычный или поздравительный бланк) и передавался специальному почтальону — разносчику телеграмм, который незамедлительно доставлял его по указанному в телеграмме адресу.

## Молния
Телеграмма-молния имела отличия от срочной:
- подлежала доставке немедленно, а если это не было возможно, то сразу по приходе почтальона;
- в дневной смене был отдельный доставщик телеграмм, в вечерней был один почтальон, который доставлял письма, пришедшие днём, вечерние газеты и прочее, а ночью дежурный на несколько отделений (в том числе на Центральном телеграфе) — только «молнии».

## Современное состояние
Когда-то принято было посылать телеграммы по случаю важных событий, а в случаях любви — телеграммы романтического содержания. С развитием современных видов связи романтика, связанная с получением телеграмм, ушла.
В настоящее время телеграмма потеряла свою актуальность ввиду появления множества более удобных альтернативных средств связи. 27 января 2006 года американская компания Western Union, передававшая текстовые сообщения по телеграфу в течение полутора сотен лет, прекратила оказывать эту услугу.
Однако телеграмма с опциями «заверенная, уведомление телеграфом» используется для юридически значимых сообщений.
Ростелеком по-прежнему оказывает услуги передачи телеграмм.
Телеграмму можно отправить и через интернет.

Телеграммы различных стран мира
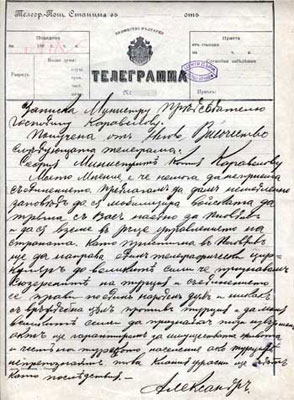
Болгария: телеграмма Александру I Баттенбергскому от временного правительства в Пловдиве о присоединении Восточной Румелии (1885)
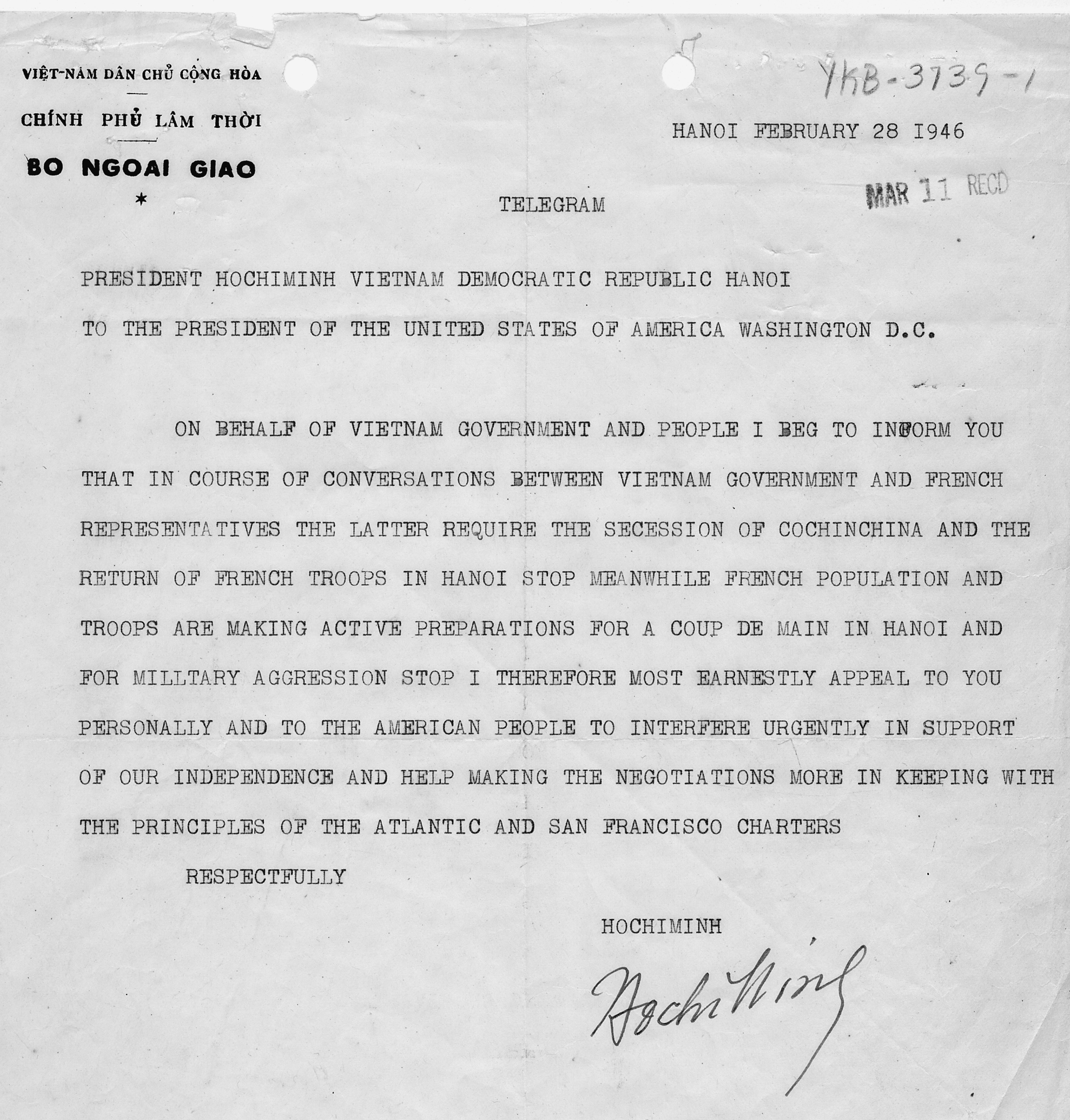
Демократическая Республика Вьетнам: телеграмма Хо Ши Мина Гарри Трумэну (1946)
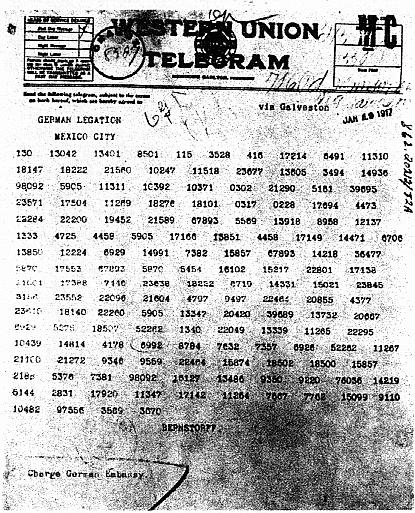
Германская империя: Western Union, телеграмма Циммермана в Мексику (1917)
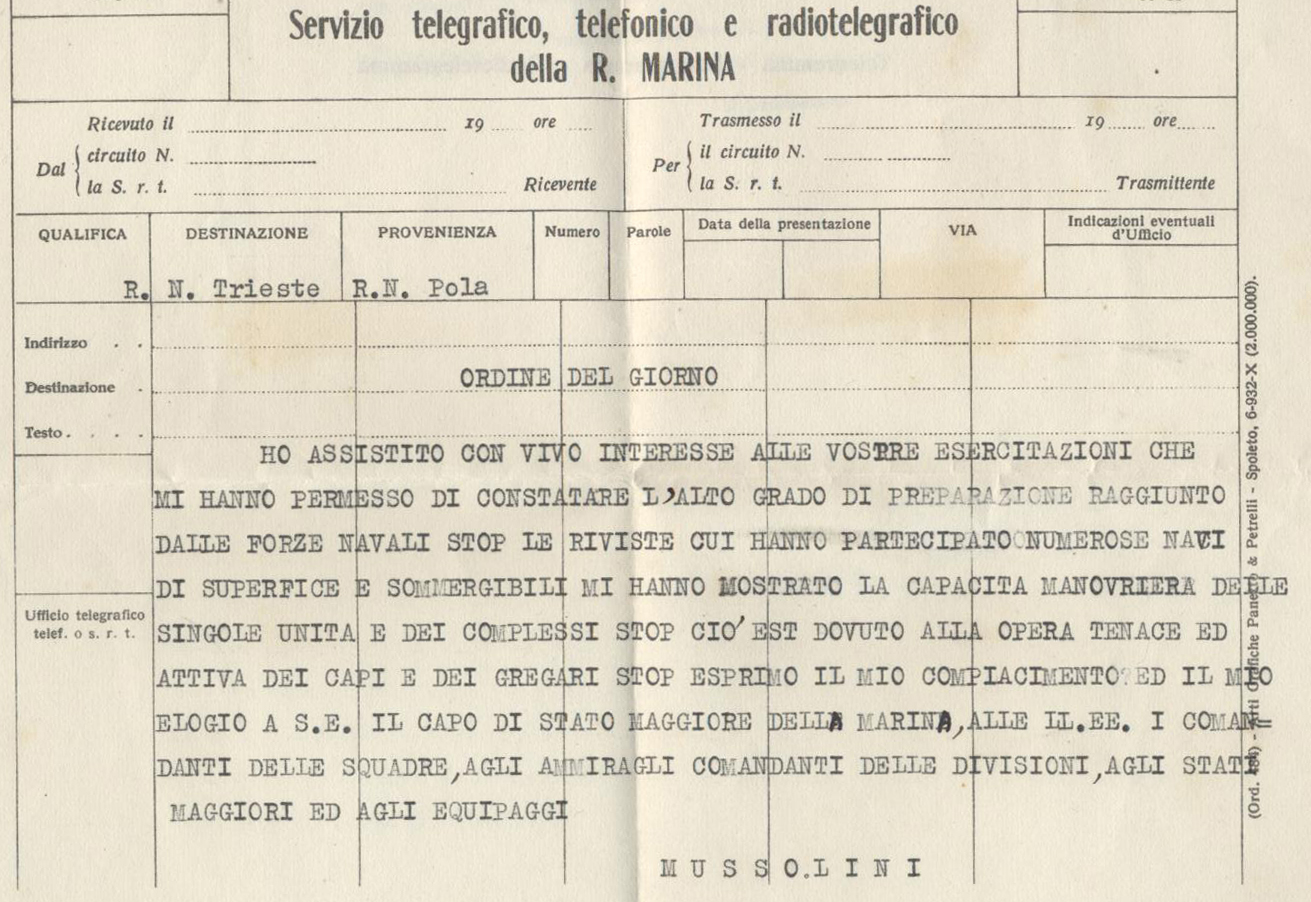
Италия: телеграмма Муссолини (1928)
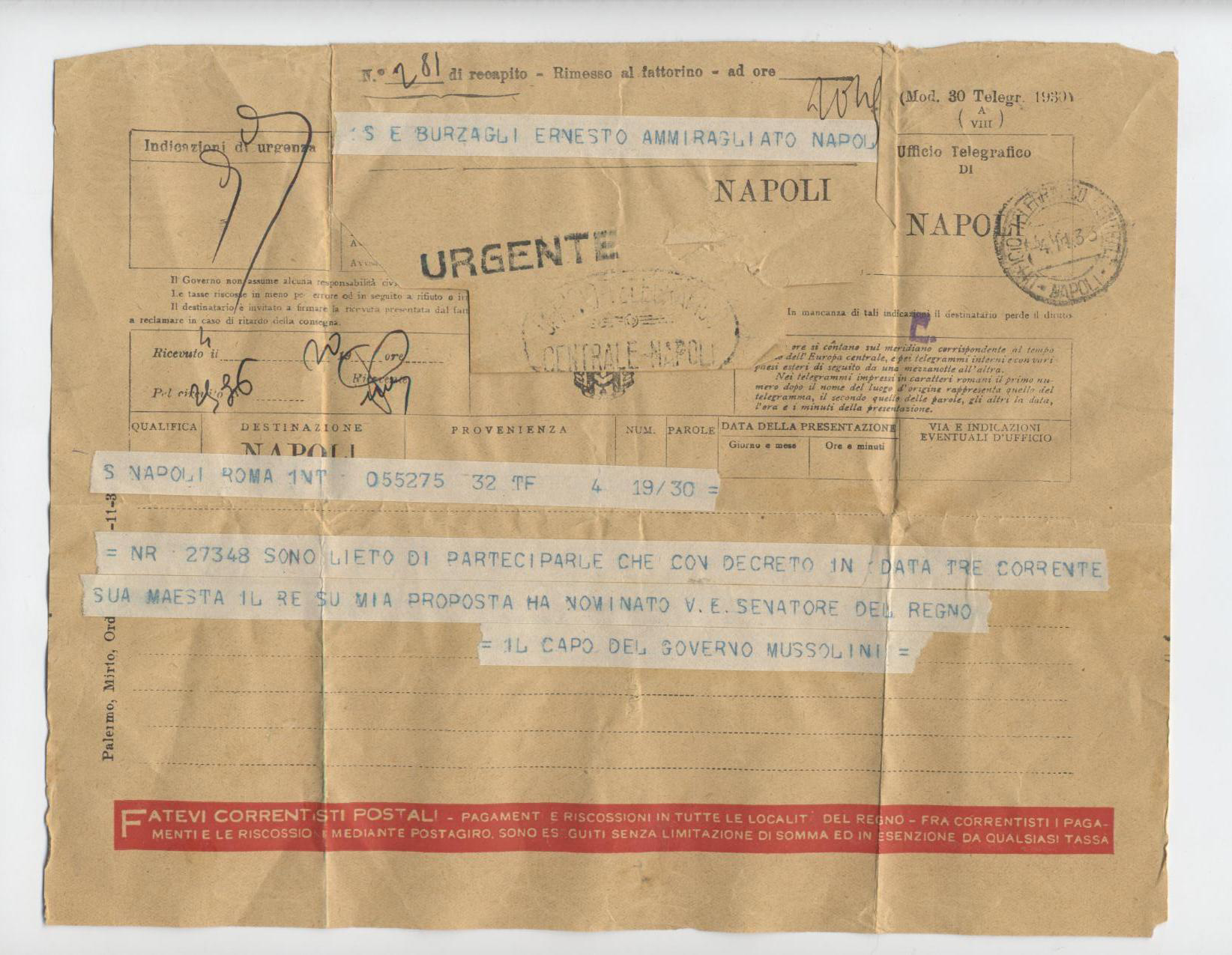
Италия: телеграмма Муссолини (1933)
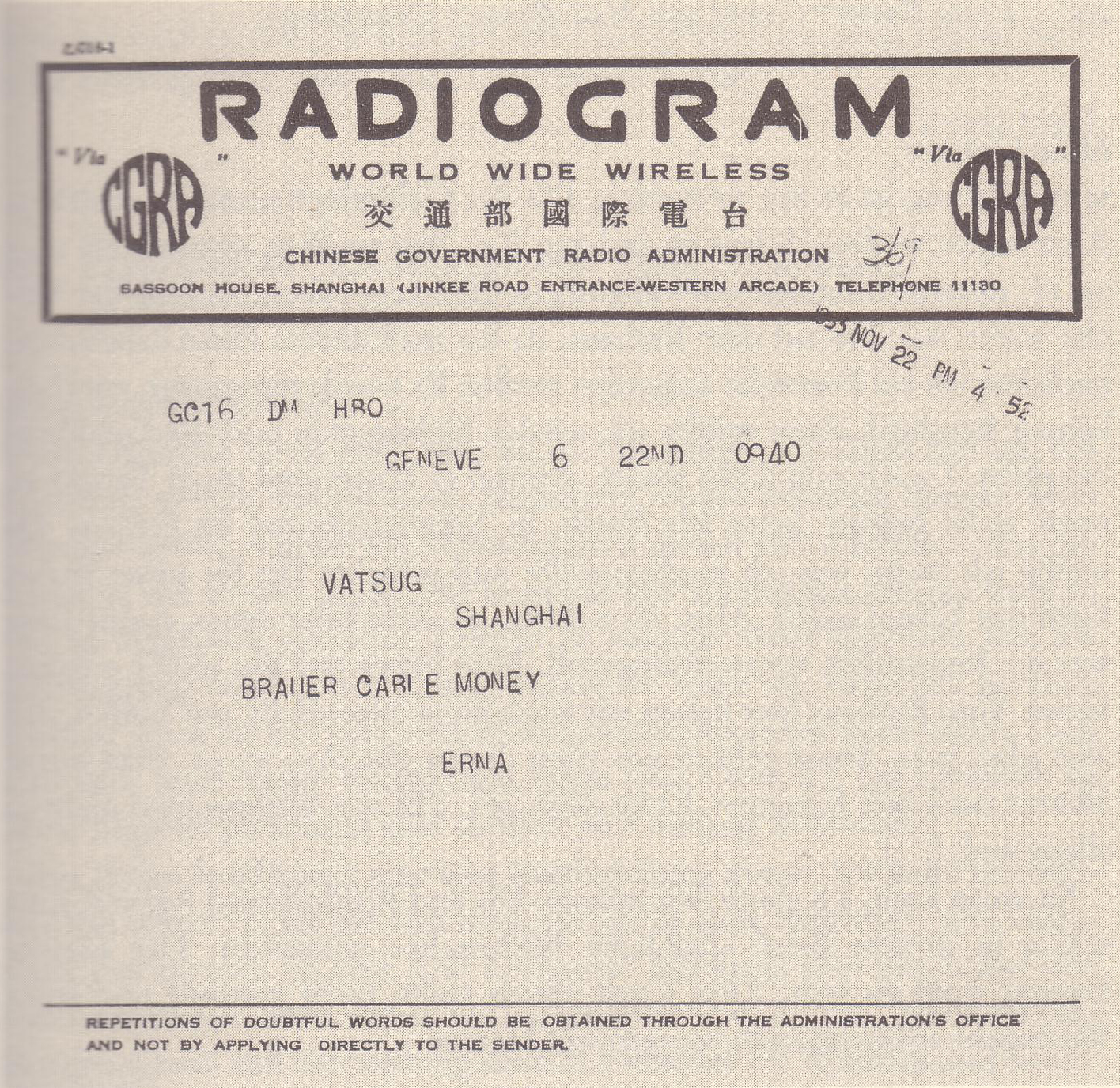
Китай: радиограмма (1933)
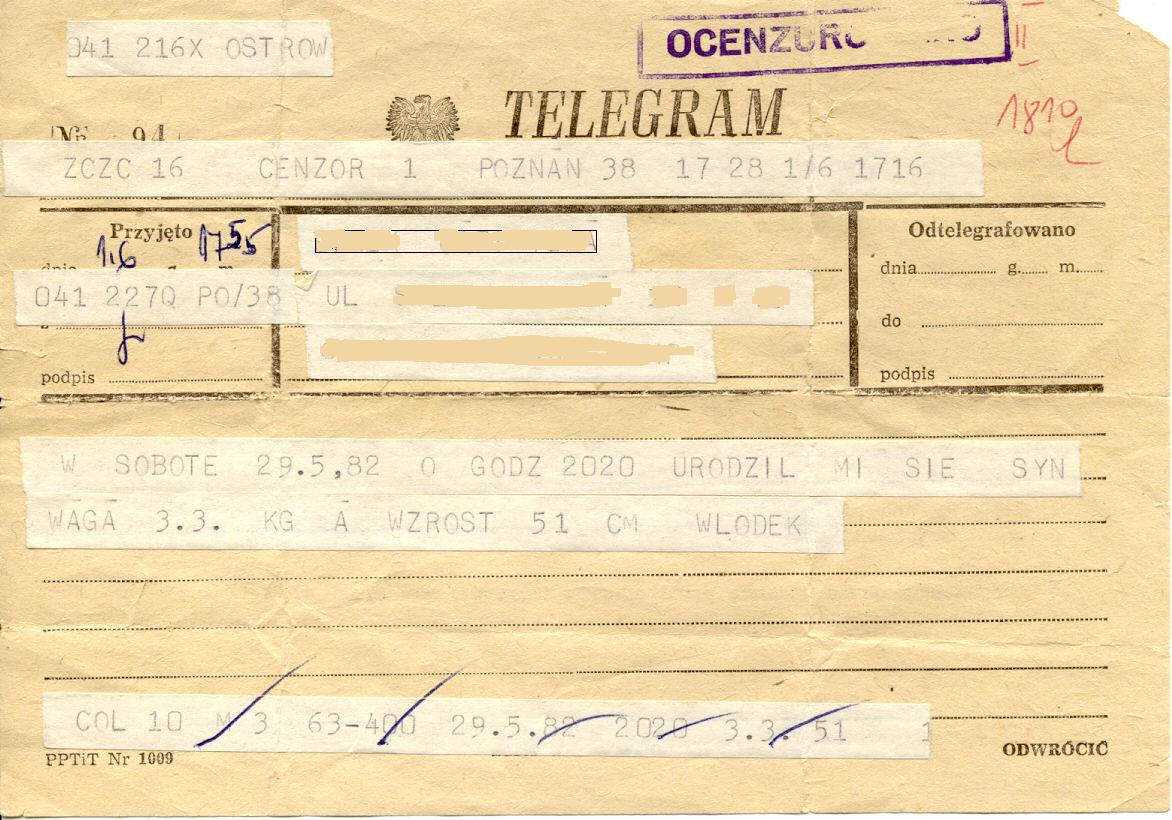
Польша (1982)
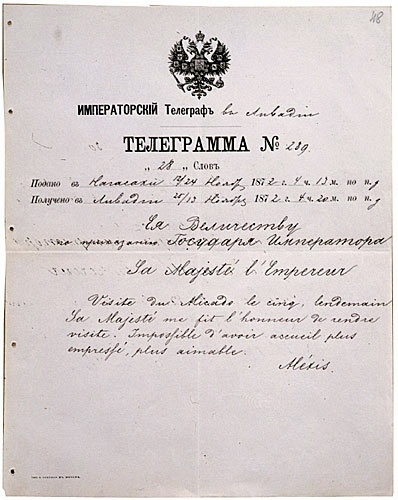
Российская империя: телеграмма великого князя Алексея Александровича Александру II (1872)
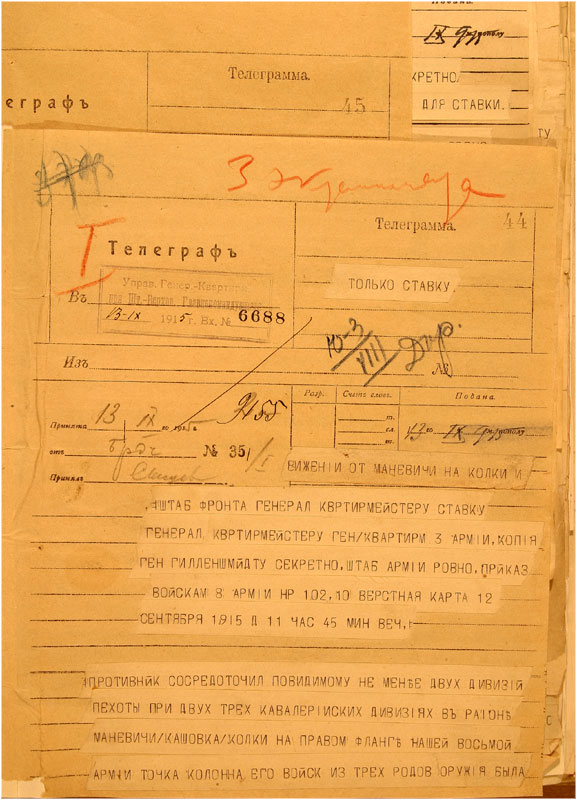
Российская империя: телеграмма от 13 сентября 1915 года
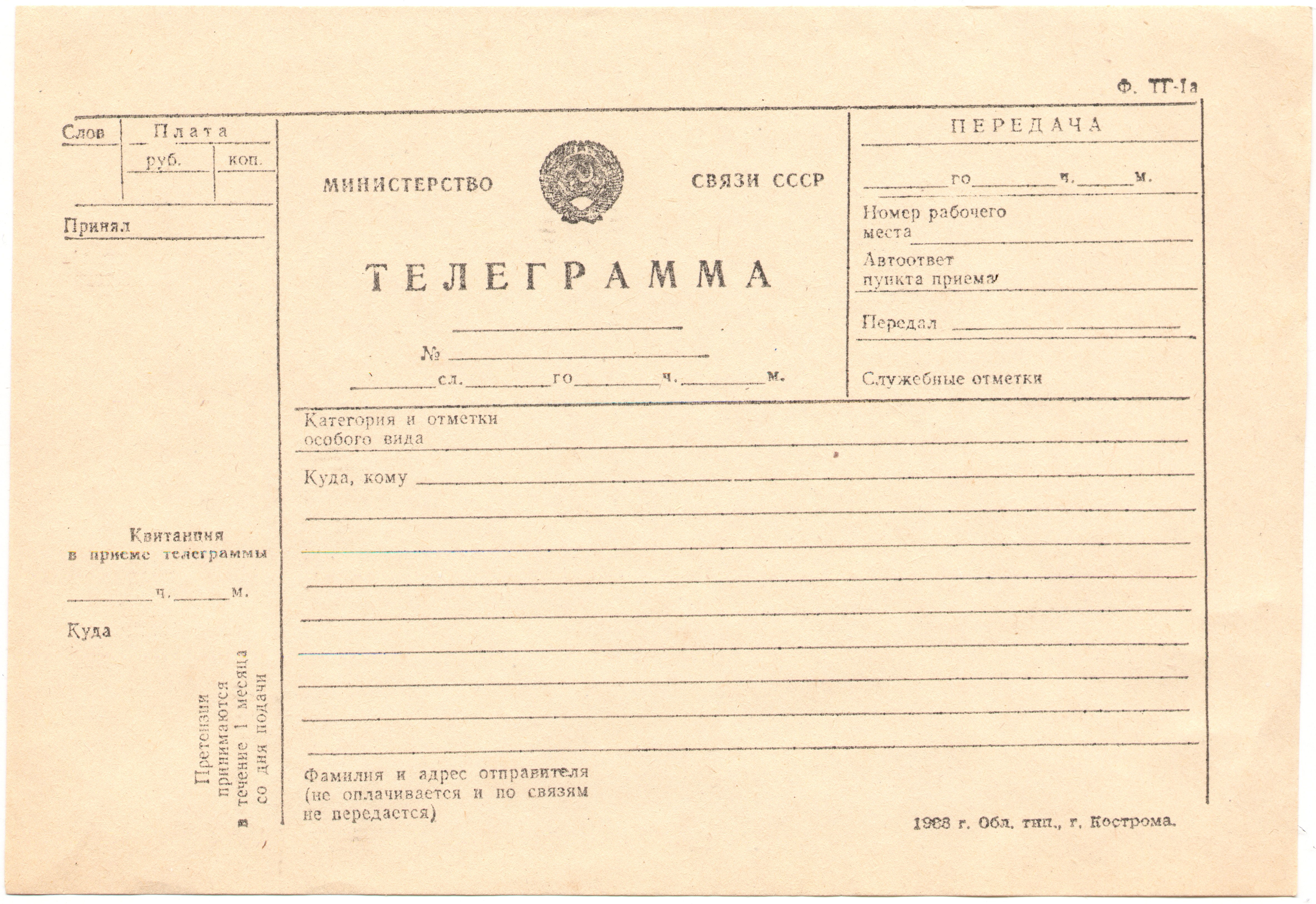
СССР: чистый бланк телеграммы, форма ТГ-1а (1988)
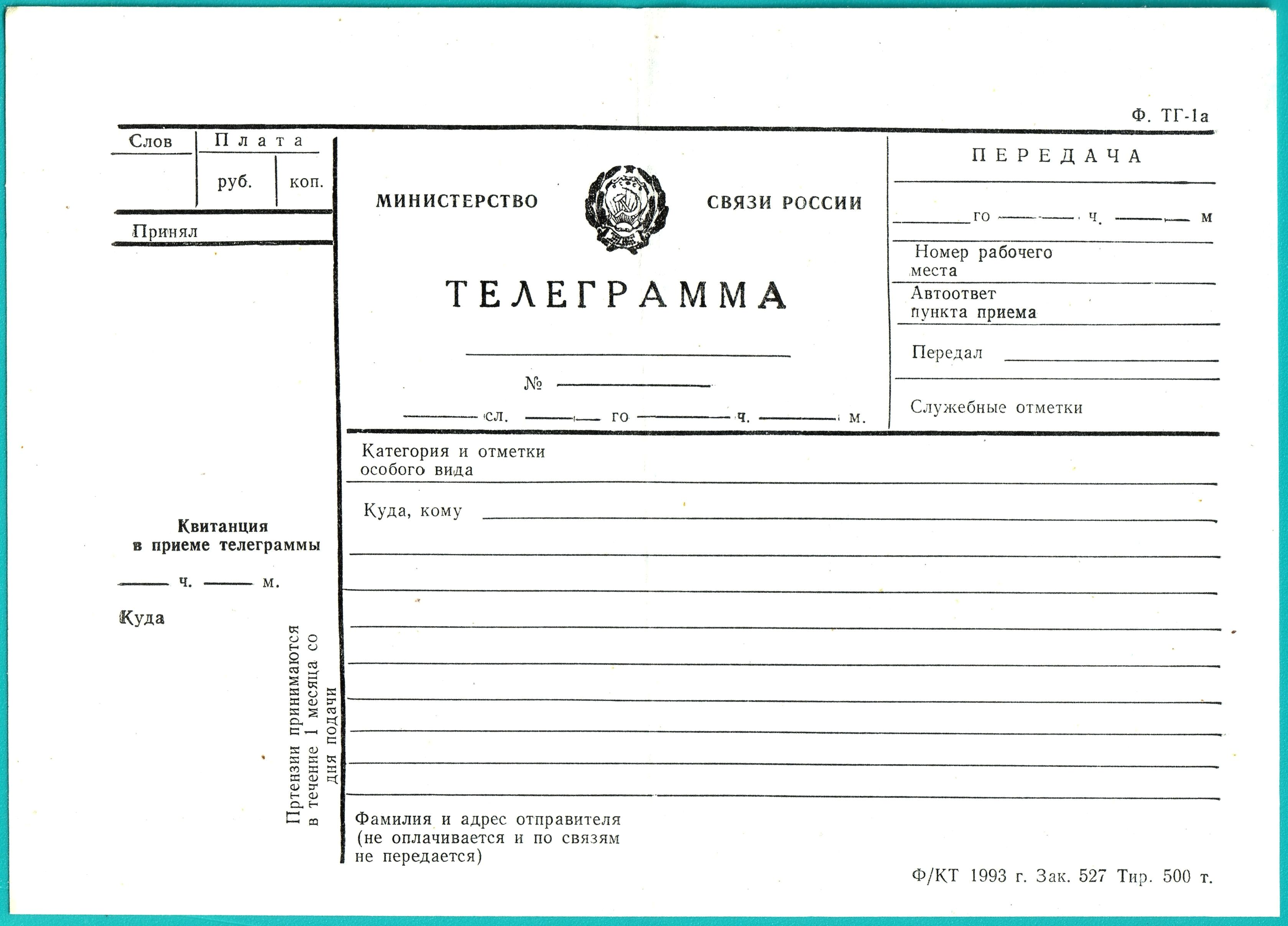
Россия: чистый бланк телеграммы, форма ТГ-1а (1993)
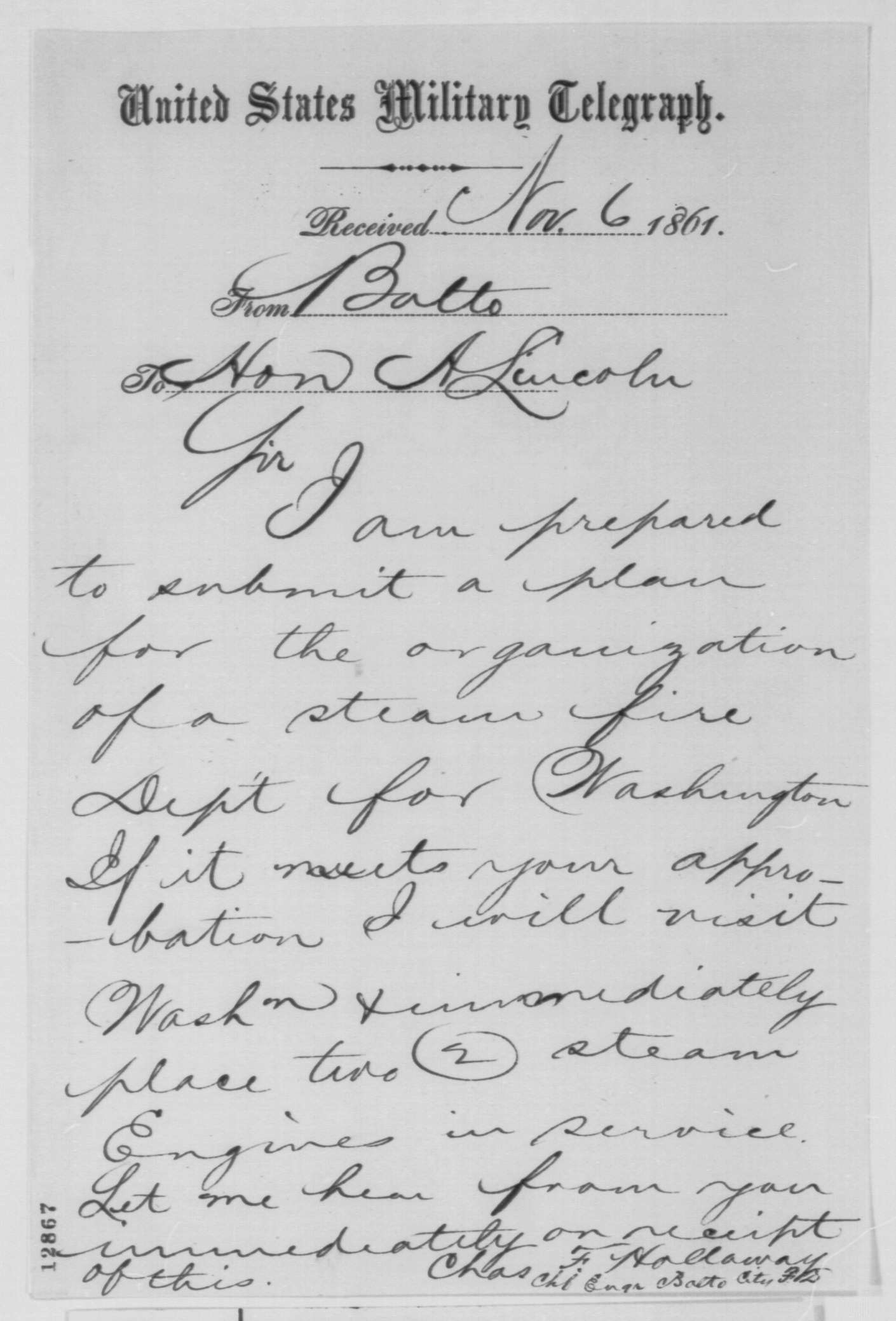
США: Военный телеграф Соединённых Штатов, телеграмма Аврааму Линкольну (1861)
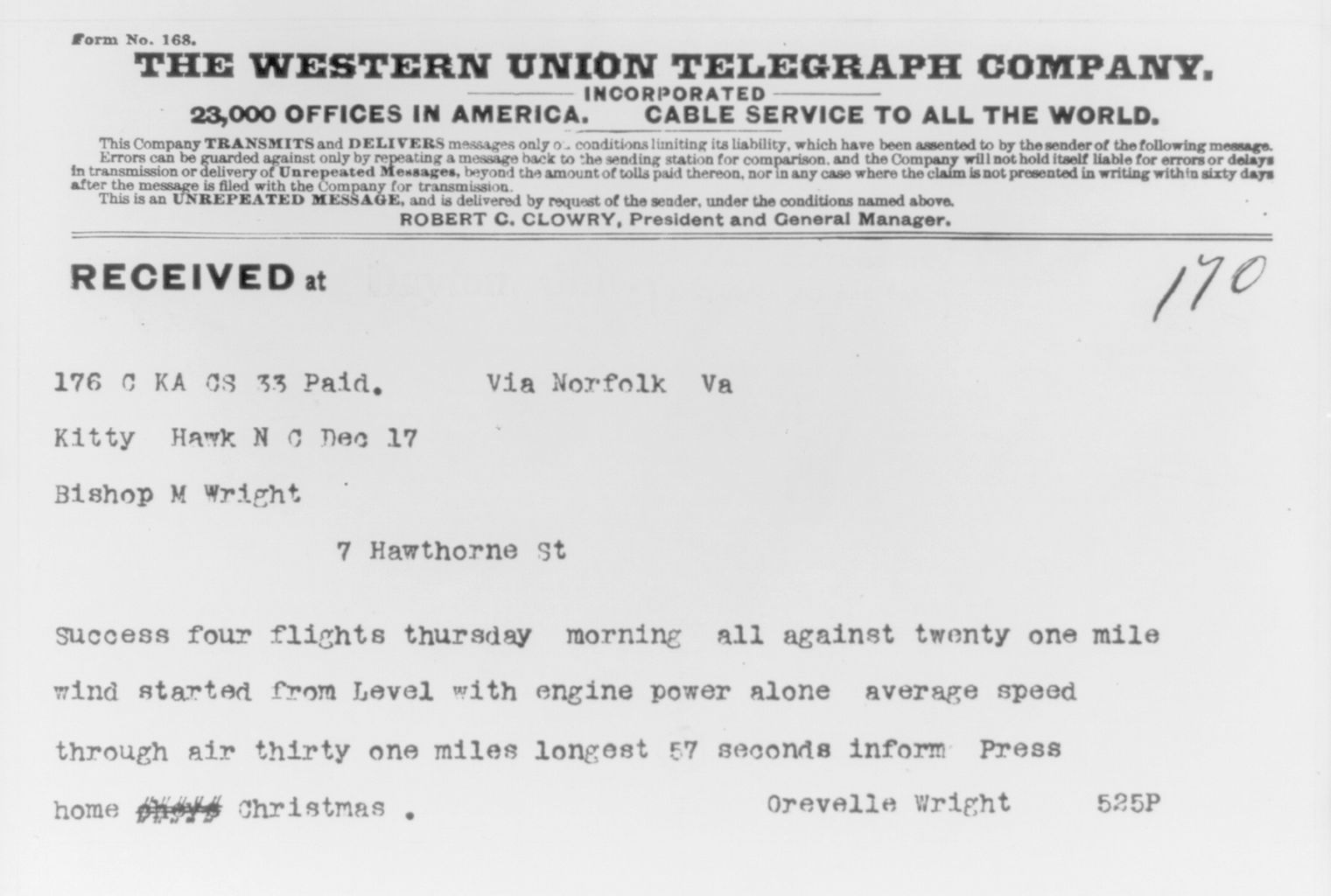
США: телеграмма Орвилла Райта (1903)
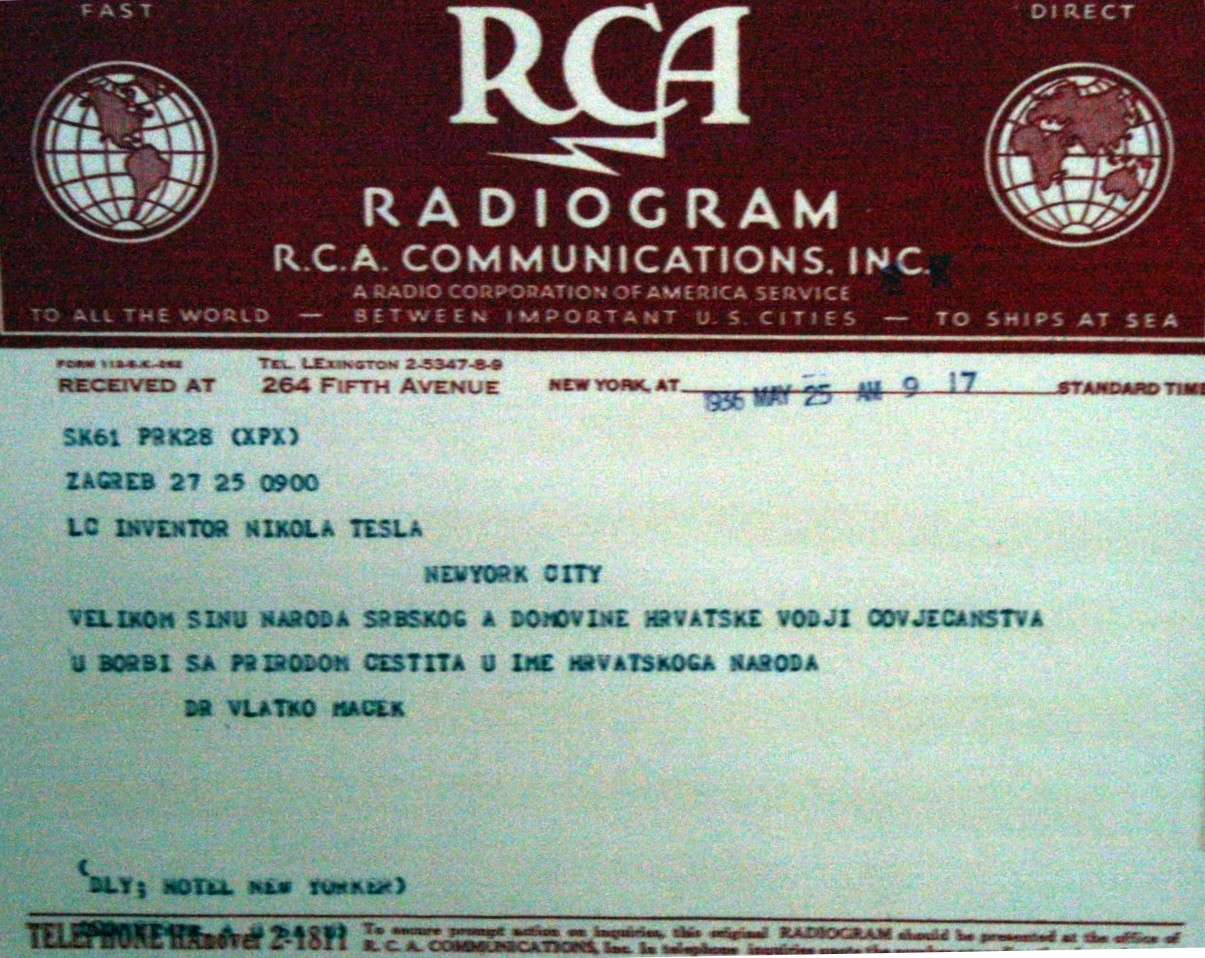
США: радиограмма Николе Тесле (1936)
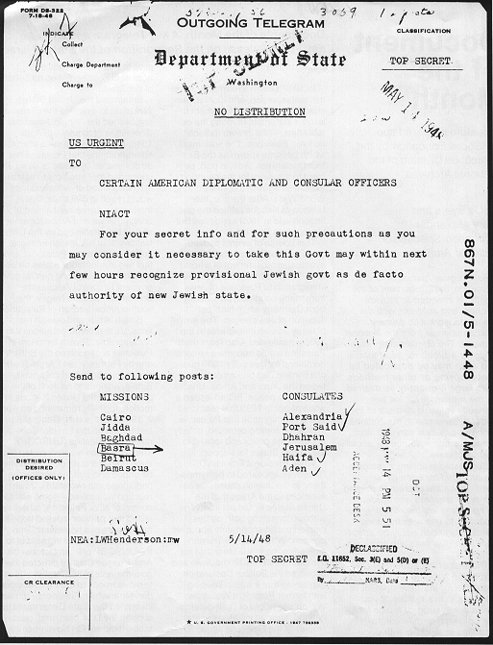
США: телеграмма Государственного департамента о признании де факто Израиля (1948)
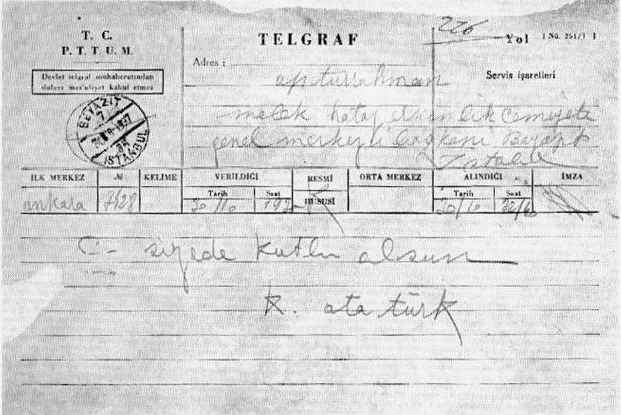
Турция: телеграмма первого турецкого президента Ататюрка (1938)
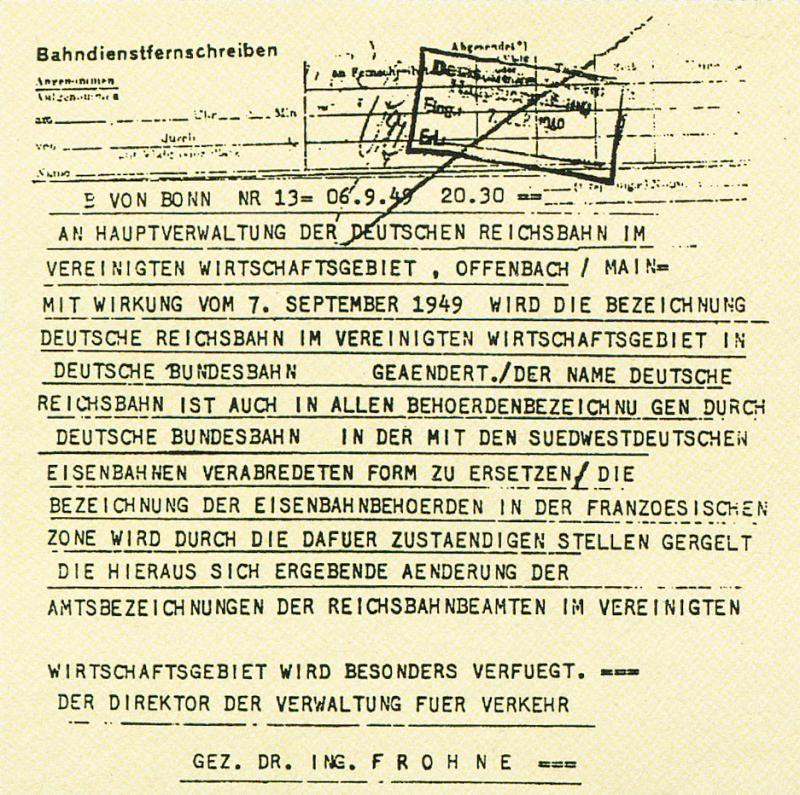
ФРГ: железнодорожная телеграмма об основании государственной железной дороги Deutsche Bundesbahn (1949)
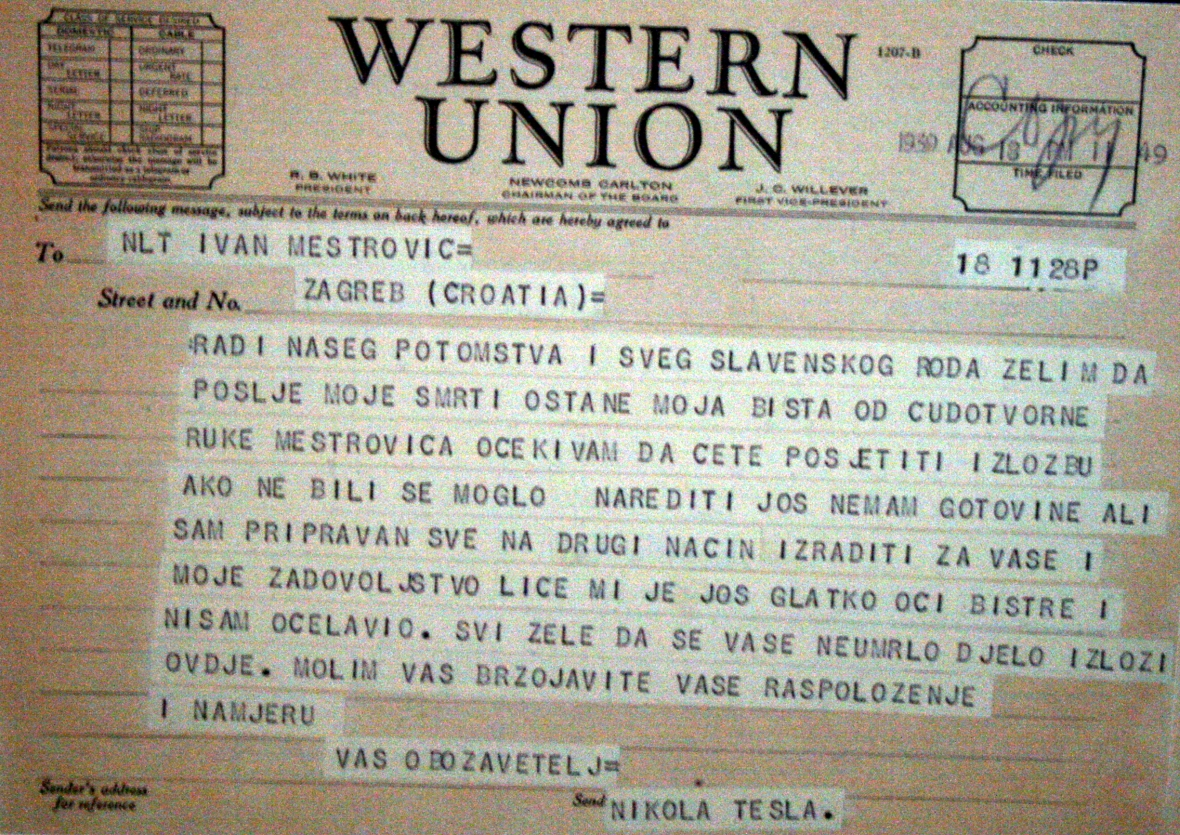
Хорватия: Western Union, телеграмма Николе Тесле (1939)
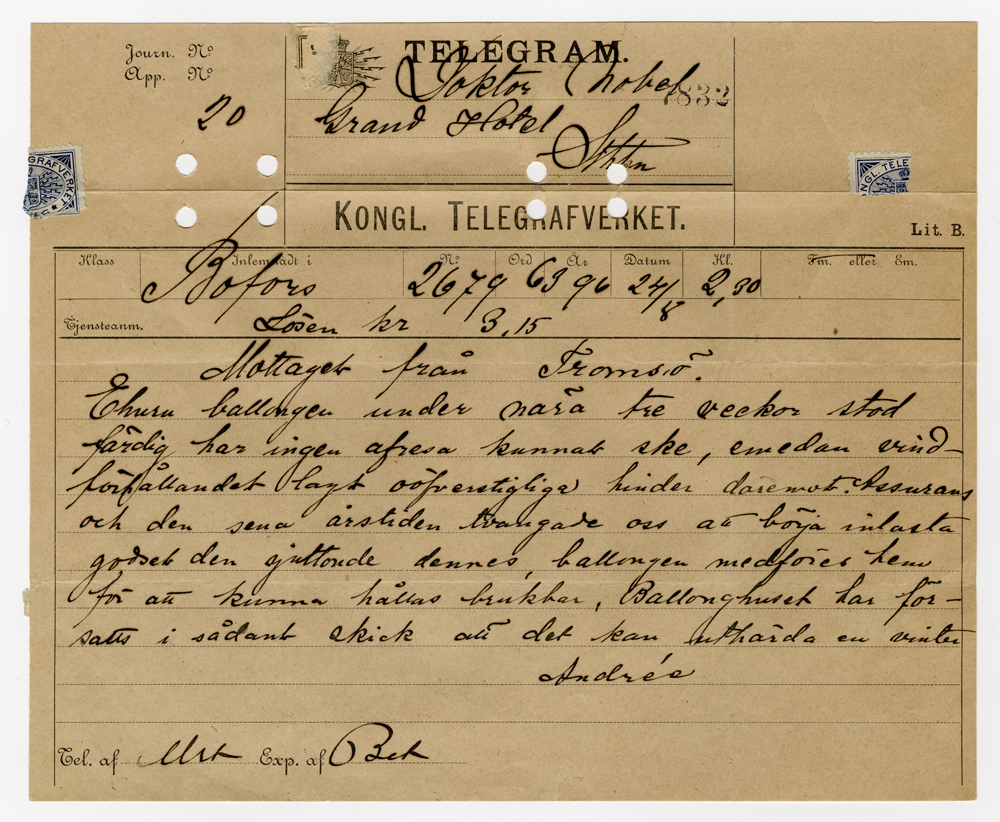
Швеция: телеграмма Саломона Андре Альфреду Нобелю (видна телеграфная марка) (1896)

## Телеграмма в культуре

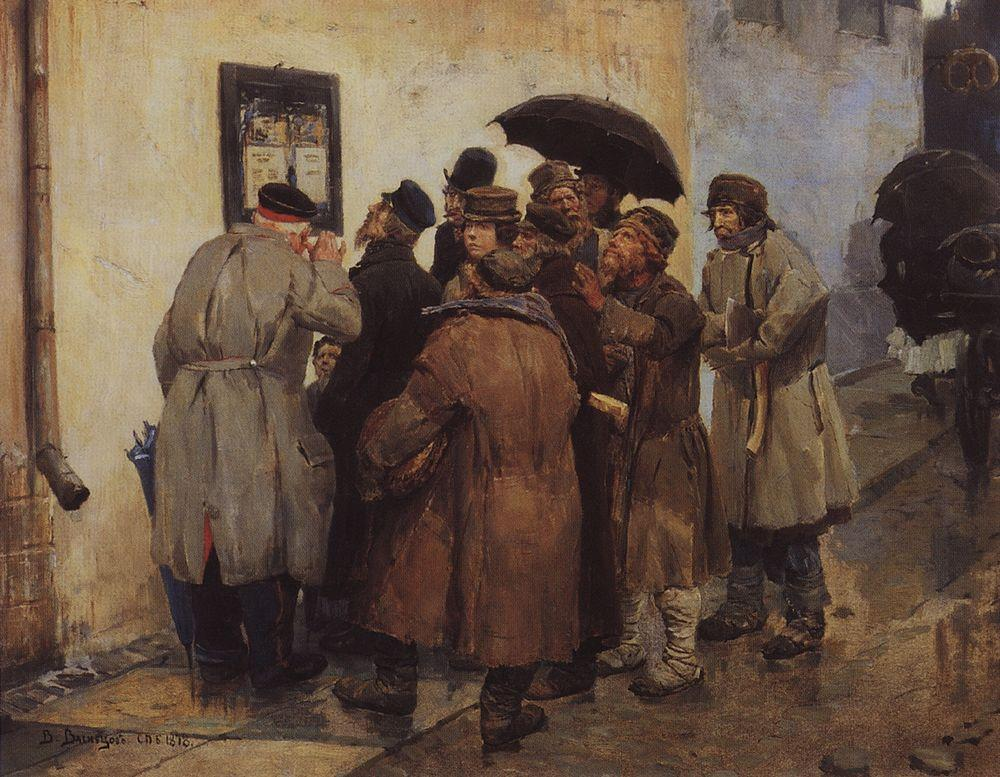
В. М. Васнецов. Военная телеграмма (1878)

- Русским художником В. М. Васнецовым написана картина «Военная телеграмма» (1878).
- В романе Михаила Булгакова «Мастер и Маргарита» директор Варьете Степан Лиходеев отправлял из Ялты в Варьете «сверхмолнии» (в реальности вид телеграммы «молния» существовал, но не был доступен частным лицам — отправители были организациями), а также фототелеграмму с образцом своего почерка и подписи[3].
- Рассказ Аркадия Гайдара «Чук и Гек» впервые был опубликован под названием «Телеграмма» в 1939 году в журнале «Красная новь»[4]. Приключения маленьких братьев начинаются с того, что из-за их драки оказалась утраченной телеграмма (в которой, как выснилось впоследствии, отец-геолог просил их маму отложить поездку к нему в далёкие Синие горы). Содержание депеши осталось неизвестным её адресатам, да и сам факт её получения дети скрыли от мамы.
- Поэт С. Я. Маршак в стихотворении «Цирк» (1924) сравнивает с телеграммой эквилибристку: «По проволоке дама / Идет, как телеграмма»[5].
- В детской сказке в стихах Корнея Чуковского «Айболит» (1929) доктору доставляют телеграмму с просьбой о помощи: «Вдруг откуда-то шакал / На кобыле прискакал: / „Вот вам телеграмма / От Гиппопотама!“»[6].
- В кинематографе:
  - «Телеграмма» — созданный режиссёром Георгием Щербаковым по мотивам одноимённого рассказа Константина Паустовского на киностудии «Мосфильм» в 1957 году.
  - «Телеграмма» — детский художественный фильм режиссёра Ролана Быкова, снятый на киностудии «Мосфильм» в 1971 году.
  - «Вам телеграмма» — советский художественный фильм режиссёра Бориса Конунова (1983).
  - Телеграмма сохранила важную роль в завязке сюжета фильма «Чук и Гек» (1953, режиссёр И. В. Лукинский, сценарист Виктор Шкловский) по мотивам одноимённого рассказа А. П. Гайдара.
- В мультфильме «Трое из Простоквашино» почтальон Печкин доставил телеграмму в Простоквашино.
- В советское время на Украинской студии телевидения выходила музыкальная программа «Телеграммы, телеграммы, телеграммы…».
- Существуют эстрадные и авторские песни под названием «Телеграмма»:
  - Телеграмма (Р. Паулс — М. Танич) — исполняет Лайма Вайкуле.
  - Телеграмма (В. Матецкий — М. Шабров) — исполняет «ВИА Весёлые ребята».
  - Телеграмма (И. Николаев) — исполняет Ольга Прядина.
  - Телеграмма (Олег Митяев) — исполняет автор.

## Дополнительные факты
- По поводу экономии знаков в китайских телеграммах. Распространённость поэзии во времена правления династии Цин (когда сочинение стихотворения требовалось на государственном экзамене от желающего поступить на государственную службу, было распространено пользование рифмическим словарём и люди хорошо знали порядок следования заглавных иероглифов категорий рифм) и распространённость системы гань-чжи породили систему кодировки даты в телеграммах: номер месяца кодировался циклическим знаком, а число — по таблице юньмудайжи[кит.] одним из заглавных иероглифов рифмического словаря[7][8].
- В 1911 году издание Нью-Йорк Таймс решило выяснить скорость передачи коммерческой телеграммы вокруг Земли по проводным линиям связи. 20 августа в 19:00 по местному времени оператор послал сообщение c текстом: «Times, New York: / This message sent around world. / Times.» (с англ. — «Таймс, Нью-Йорк: / Это сообщение отправлено вокруг света. / Таймс.»). Телеграмма прошла 28 613 сухопутных миль (в том числе по подводным кабелям), была ретранслирована 16 раз и принята тем же оператором через 16 минут и 30 секунд. Средняя скорость передачи составила 29 миль (около 47 километров) в секунду[9].
- В 1930 году опыт по передаче телеграмм провело агентство Ассошиэйтед Пресс. Отправленная из Нью-Йорка телеграмма дважды обежала вокруг земного шара за 2 часа 5 минут. При этом скорость передачи значительно менялась: например, из Москвы в Пекин эта телеграмма шла 4 минуты, а из Парижа в Женеву — 13 минут[10].
- В «Книге рекордов Гиннесса» самой дорогой телеграммой в мире названа поздравительная телеграмма, отправленная Н. С. Хрущёвым 12 апреля 1961 года Юрию Гагарину, которая была продана за 68 500 долларов в Нью-Йорке на аукционе «Сотбис» 11 декабря 1993 года[11].
- 28 ноября 2010 года произошла массовая утечка дипломатических телеграмм США, которые стали публиковаться на сайте WikiLeaks. Общее количество конфиденциальных дипломатических телеграмм (депеш, каблограмм[12]), попавших в руки сотрудников WikiLeaks, составляет более 250 000 секретных документов[13].